# Mumuila
Les Mumuila sont une population de langue bantoue d'Afrique australe vivant au sud-ouest de l'Angola. Ils font partie du grand groupe des Nyaneka-Humbe.

## Ethnonymie
Selon les sources et le contexte, on rencontre différentes formes : Huila, Muila, Mwila .

### Filmographie
- Série de courts métrages documentaires réalisés entre 1979 et 1982 sous l'égide de l'Institut angolais du cinéma dans la collection « Tiempo mumuila ».